# Residuo minero

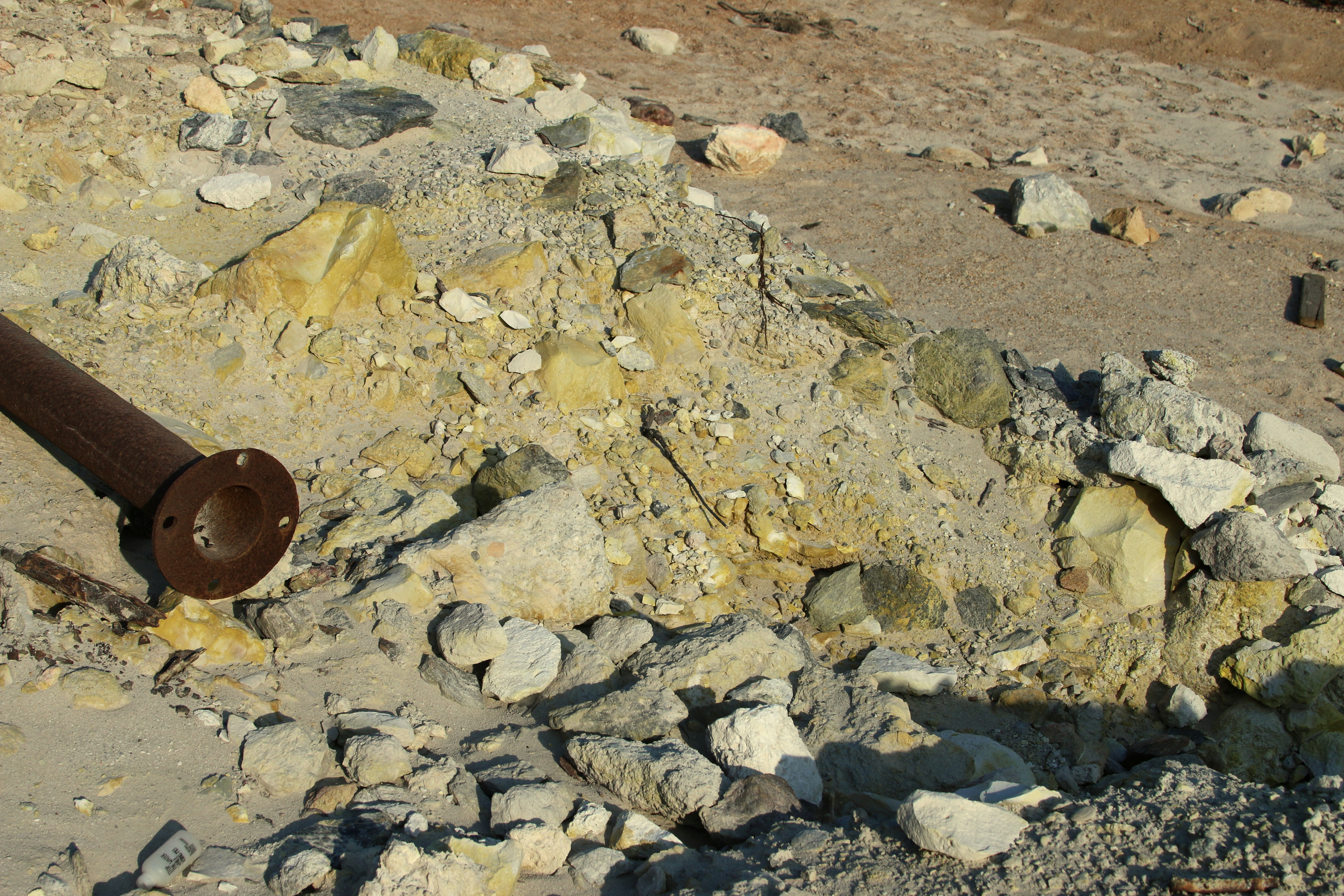
Minas de sulfuro abandonadas, con residuos de sulfuro.

Residuo minero es el residuo sólido, acuoso o en pasta, producido por la industria extractiva, compuesta por todos los establecimientos y empresas que practican la extracción en superficie o subterránea de recursos minerales, con fines comerciales, incluida la extracción mediante perforación o el tratamiento del materia extraído.
No son residuos que quedan tras la investigación y aprovechamiento de un recurso geológico, tales como son los estériles de mina, gangas del todo uno, rechazos, subproductos abandonados y las colas de proceso e incluso la tierra vegetal y cobertera en determinadas condiciones, siempre que constituyan residuos tal y como se definen en la Ley de Residuos.

## Regulación
En España, los residuos mineros están regulados por un reglamento especial, siendo la Ley de Residuos de aplicación únicamente supletoria.

## Rehabilitación y gestión de residuos
La rehabilitación es el tratamiento del terreno afectado por las actividades mineras de forma que se devuelva el terreno a un estado satisfactorio, en particular en lo que se refiere, según los casos, a la calidad del suelo, la fauna, los hábitats naturales, los sistemas de agua dulce, el paisaje y los usos beneficiosos apropiados
La  entidad explotadora, titular o arrendataria  del  derecho  minero  original  o transmitido, que realice actividades de investigación y aprovechamiento de  minas, queda obligada a realizar, con sus medios, los trabajos de rehabilitación del espacio natural afectado por las labores mineras, así como por sus servicios e instalaciones anejas.
Asimismo deberá abordar la gestión de los residuos mineros que su actividad genere enfocada a su reducción, tratamiento, recuperación y eliminación.
Con carácter previo al otorgamiento de una autorización, permiso o concesión regulada por la Ley 22/1973, de 21 de julio, de Minas, el solicitante deberá presentar ante la autoridad competente en minería un Plan de Restauración. El Plan de Restauración, incluirá necesariamente el Plan de Gestión de Residuos. La autoridad competente en minería, a la vista del plan de restauración presentado, podrá autorizarlo.
La autorización del plan de restauración se hará conjuntamente con el otorgamiento del permiso de investigación, la autorización o la concesión de explotación, y tendrá la consideración de condición especial de dicho título minero. No podrán otorgarse éstos si a través del plan de restauración no queda debidamente asegurada la rehabilitación del medio natural afectado tanto por las labores mineras como por sus servicios e instalaciones anejas.